# Vickie Guerrero
Pour les articles homonymes, voir Guerrero (homonymie).
 (septembre 2016).
Si vous disposez d'ouvrages ou d'articles de référence ou si vous connaissez des sites web de qualité traitant du thème abordé ici, merci de compléter l'article en donnant les références utiles à sa vérifiabilité et en les liant à la section « Notes et références ».
Vickie Benson née Vickie Lara le 16 avril 1968 à El Paso est une personnalité, manager et catcheuse occasionnelle américaine. Elle est connue pour son travail à la World Wrestling Entertainment de 2005 à 2014 sous le nom de Vickie Guerrero.
Veuve du catcheur Eddie Guerrero, elle a occupé le poste de General Manager à SmackDown et a été la consultante du General Manager de SmackDown!, Theodore Long. Elle est, au début de l'année 2011, renvoyée de son rôle de General Manager par Teddy Long durant le 600e épisode de Smackdown!. Elle incarne à la WWE une femme autoritaire et narcissique prête à tout pour réussir à obtenir le pouvoir dans ce business et usant de cris aigus et difficilement supportables pour les spectateurs. Ceci contribue à en faire quelqu'un de détestée auprès de la foule.

## Carrière dans le catch

### World Wrestling Entertainment (2005-2014)

#### Alliance avec Eddie Guerrero (2005)
En 2005, Vickie fait ses premières apparitions à la caméra lors de la rivalité opposant son mari, Eddie Guerrero à Rey Mysterio. Le 14 juillet, elle apparaît avec deux des sœurs d'Eddie pour le convaincre de ne pas révéler de secret concernant le fils de Rey Mysterio, Dominick. Elle intervient de nouveau à SummerSlam dans le même but, alors que son mari allait affronter Mysterio pour un match « pour la garde de Dominick ». Finalement, et malgré sa défaite à Summerslam, Eddie révèle que Dominick est son fils biologique. Le 13 novembre, Eddie meurt d'une crise cardiaque dans un hôtel de Minneapolis.
À partir de l'été 2006, Vickie apparaît de plus en plus dans des histoires (storylines) en lien avec la mort de son mari. Elle intervient notamment  lors de la rivalité entre Chavo Guerrero et Rey Mysterio où le neveu d'Eddie accuse Rey d'être « comme une sangsue qui profite du nom Guerrero » le 4 août. La semaine suivante elle tente de jouer les médiatrice pour mettre fin à cette rivalité en demandant à Rey d'oublier ce que lui a dit son neveu puis lors du match opposant Rey à Mr. Kennedy elle a tenté d'empêcher l'intervention de Chavo qui l'a poussé au sol accidentellement. Elle tente de faire comprendre à Chavo et à Rey que leur combat n'a pas de sens à SummerSlam avant de provoquer accidentellement la défaite de Mysterio. Le 25 août elle demande ses excuses au public pour ce qu'elle a fait à SummerSlam et elle s'excuse aussi auprès de Mysterio et Chavo mais en fait tout cela est une mise en scène pour que Chavo puisse attaquer Rey. Elle devient alors la manager de son neveu.
Elle joue aussi un rôle dans la rivalité opposant Chavo à Chris Benoit, elle intervient à de nombreuses reprises en faveur de son neveu, lui causant même le titre en décembre 2006.

#### Manager Général de SmackDown (2007-2009)
En mai 2007, Vickie devient l'assistante de Theodore Long, GM de Friday Night SmackDown. Le 29 juin, elle remplace par intérim Theodore Long, parti en voyage de noces avec Kristal. Pendant le mariage, il souffre (kayfabe) d'une attaque cardiaque et Vickie devient, la semaine suivante et par la volonté de Vince McMahon, nouvelle General Manager de SmackDown,. Ensuite elle se marie avec Edge mais pendant le mariage, Rey Mysterio intervient et assène un 619 à Edge et un West Coast Pop à Vickie.
Le 23 novembre 2007, elle nomme Edge « challenger no 1 » au titre WWE World Heavyweight Championship en punition de l'intervention du Canadien lors du match pour le titre aux Survivor Series. Comme cela sera révélé peu de temps après, cela était dû à l'aider, Vickie Guerrero étant la nouvelle petite amie de Edge (kayfabe). Le soir même, alors qu'elle est sur le ring avec Edge, l'Undertaker lui assène un Tombstone Piledriver.
Blessée, elle s'absente plusieurs semaines mais, dès son retour, elle annonce plusieurs matchs destinés à favoriser Edge dans la lutte pour la ceinture. Finalement, à Armaggedon, Edge devient champion.
Au début de l'année 2008, elle forme La Familia avec Edge, Chavo Guerrero, Curt Hawkins, Zack Ryder et, plus tard, Bam Neely. Elle a ainsi permis, par ses interventions, à Chavo de remporter le ECW Championship face à CM Punk et à Edge de conserver le World Heavyweight championship face à Rey Mysterio. The Undertaker récupère le titre après quatre mois de règne, mais Vickie donne plusieurs chances à Edge et multiplie les matchs compliqués pour l'Undertaker. Après de nombreux essais infructueux d'Edge, Vickie décide alors de retirer le titre à l'Undertaker, au prétexte que sa prise de soumission, le Hell's Gate, est dangereuse. Le Great Khali part la récupérer, mais le Taker lui inflige un Hell's Gate ne voyant pas Hawkins et Ryder prendre, dans son dos, la ceinture. L'Undertaker est alors exclu de la WWE (il fera son retour rapidement).
Après la perte du titre par Edge (face à CM Punk), Edge remet en cause leur mariage. La semaine suivante, il la redemande en mariage et elle accepte. À la cérémonie, Triple H arrive et montre à Vickie un flirt entre Edge et Alicia Fox. Vickie divorce alors et se retourne contre Edge : elle décide de faire revenir l'Undertaker dans un Hell in a Cell à Summerslam 2008 face à Edge. Edge perd et, en revanche, se retourne contre La Familia : il pousse Vickie de son fauteil et attaque les Edgeheads. Vickie veut obliger l'Undertaker à accepter ses excuses, le Deadman refuse et menace Vickie. À WWE Unforgiven 2008, Big Show arrive en aide à Vickie et donne une correction à l'Undertaker.
Le 26 septembre 2008, the Deadman inflige une nouvelle fois à Vickie un Tombstone Piledriver.

#### Diverses rivalités (2009-2011)
Elle réapparaît pour le 10e anniversaire de SmackDown en compagnie de son nouveau petit ami, Eric Escobar. Quelques semaines après son retour, elle l'accompagne au bord du ring.
La semaine suivante, Eric Escobar la traite de « baleine » et dit que c'était horrible de l'embrasser et qu'il devait tout le temps se désinfecter la bouche. Après cela, elle organise des matchs Handicap contre Eric Escobar pour se venger de ses insultes. Puis elle devient consultante officielle de Theodore Long.
Depuis quelque temps, elle se mêle de la rivalité entre Michelle McCool et Layla contre Mickie James. Lors du SmackDown du 26 février, elle était l'arbitre spécial du match entre Mickie James et Michelle McCool. Elle a aidé cette dernière à récupérer son titre en donnant une claque à Mickie. Le 19 mars, Beth Phoenix et Tiffany affrontent l'équipe LayCool, Beth fait un Glam Slam à Michelle McCool et gagne le match. Après cela, Vickie demande un match contre Beth Phoenix. Elle obtient ce match la semaine suivante à SmackDown et elle transforme le combat en un 5 vs 1 handicap match. Elle fait équipe avec Michelle McCool, Layla, Maryse et Alicia Fox et elles remportent ce match. Mais juste après, elle se fait humilier par Beth Phoenix qui la déshabille, la mettant en culotte (sur la culotte était écrit "Excuse Me", ce qu'elle répète toujours pour annoncer une chose. Par exemple, en arrivant dans l'arène ce soir-là, elle l'a dit pour annoncer le handicap match). À WrestleMania XXVI, elle fait de nouveau équipe avec les 4 précédentes catcheuses. Elles gagnent contre Eve Torres, Mickie James, Beth Phoenix, Kelly Kelly et Gail Kim. Elle s'associe avec LayCool.
Le 10 mai 2010, Edge l'introduit comme nouvelle general manager de RAW, les guest hosts sont supprimés temporairement et pour son premier match en tant que GM, elle organise un match handicap 2 contre 1: Edge et Ted DiBiase Jr. contre Randy Orton. À la fin du match (gagné par Randy Orton) elle annonce sa démission prématurée de RAW, effrayée par un Randy enragé et prêt à lui porter un RKO.
Elle débute en 2010 une relation amoureuse scénaristique avec Dolph Ziggler. Le 9 juillet elle aide Dolph à se qualifier pour WWE Money in the Bank en retirant l'arbitre qui allait faire le compte de 3 à MVP[pas clair].
Parallèlement, Vickie fait partie des Pros de la saison 3 de NXT où elle est la Pro de la rookie Kaitlyn, avec qui elle entrera en rivalité et qu'elle affronte en un contre un le 5 octobre 2010, où elle gagne par tombé. Sa rookie, Kaitlyn, a d'ailleurs gagné cette troisième saison!
Lors du SmackDown! du 21 décembre, elle perd un match avec Dolph Ziggler contre John Cena. Après le match, Cena veut lui porter son AA, mais CM Punk intervient et frappe Cena avec une chaise, ce qui permet à Vickie de partir. Le 7 janvier, à SmackDown, Dolph Ziggler perd le titre intercontinental au profit de Kofi Kingston. Plus tard lors de ce même show, Vickie prend la décision d'intégrer Dolph Ziggler dans un match pour déterminer l'aspirant numéro un au World Heavyweight Championship. C'est justement celui-ci qui remporte ce match, il affrontera donc Edge prochainement, et cette fois-ci, Vickie se retrouvera en face de son ex-mari (kayfabe). Le 21 janvier, à SmackDown!, elle ordonne à The Corre d'attaquer Edge, ce que ces derniers font.
Le 28 janvier, à SmackDown, elle devient officiellement General Manager de SmackDown à la suite d'une agression d'une personne inconnue sur Theodore Long.
Lors de ce même show, Edge annonce qu'il voudrait bien reformer Rated-RKO car Edge et Randy Orton affrontent The Miz et Dolph Ziggler. Edge et Randy Orton remportent ce match, grâce à un spear. Après le match, Vickie annonce que le spear est banni et que si Edge l'utilise au Royal Rumble 2011, il se fera disqualifier et Ziggler deviendra le nouveau champion. Après cette annonce, Edge fait un spear à Dolph Ziggler à l'intérieur du ring et un à l'extérieur du ring. Il veut par la suite en mettre un à Vickie, mais Ziggler pousse Vickie au dernier moment et se prend un 4e Spear lors de cette même soirée. Lors du Royal Rumble 2011, Ziggler perd face à Edge. Vickie s'est fait attaquer par Kelly Kelly pendant ce match. Lors de Smackdown, Edge conserve son titre à la suite d'un spear de Kelly Kelly sur Layla. Ensuite, Vickie, furieuse, renvoie Kelly Kelly de la WWE et annonce qu'Edge affrontera Dolph Ziggler la semaine prochaine dans un match comptant pour le titre, avec comme arbitre spécial, elle-même. La semaine suivante, Vickie, arbitre du match opposant Dolph Ziggler à Edge, essaye par tous les moyens de faire gagner Dolph. Elle effectue un spear à Edge pendant le match, mais cela échoue et elle se blesse. Elle ne peut donc plus arbitrer par la suite, et c'est donc Clay Matthews III qui arrive en tenue d'arbitre pour faire le compte de trois à la suite d'un tombé d'Edge sur Dolph Ziggler. Le Raw suivant, Vickie destitue Edge de son titre à la suite de l'utilisation du spear la semaine dernière. Elle annonce par la même occasion, que l'intronisation de Dolph Ziggler en tant que champion se fera le 18 février à SmackDown. Lors de ce même SmackDown, alors que Ziggler reçoit le titre de Champion du monde poids-lourd, Teddy Long fait son retour et organise tout de suite un match pour ce même titre entre Edge et le nouveau champion. C'est Edge qui remporte ce match, et qui met donc fin au très court règne de Dolph Ziggler. Tout de suite après, Teddy Long renvoie Dolph Ziggler. Lors de Elimination Chamber (2011), Vickie est venue se plaindre pour que Theodore Long ré-engage Dolph Ziggler, mais à la place Théodore Long ré-engage Kelly Kelly qui attaque Vickie par la suite. Lors du Smackdown du 25 février, Teddy Long annonce que Vickie va combattre et que si elle perd son match, elle perdra son emploi. Lors du main event, elle et Drew McIntyre perdent contre Edge et Kelly Kelly, elle est donc contrainte de perdre son emploi. Peu après, elle demande à l'arbitre de l'aider, ainsi qu'aux commentateurs (Michael Cole et Booker T) et au caméraman, mais personne ne peut rien faire pour elle.

#### Manager de Dolph Ziggler puis Manager Générale de Raw (2011-2013)
Le 7 mars, elle apparaît à RAW, annonçant l'arrivée de Dolph Ziggler dans le roster de ce même show. Par la suite, le general manager anonyme officialise l'arrivée de Dolph Ziggler, mais pas de Vickie. Celle-ci affronte la semaine suivante Trish Stratus et gagne grâce à l'intervention de Michelle McCool et Layla, décrochant ainsi une place dans le personnel de RAW. Son premier geste est alors d'annoncer un 6-Man Mixed Tag Team Match à Wrestlemania XXVII, match entre Johnny Morrison, Trish Stratus, Snooki contre Dolph Ziggler, Layla et Michelle McCool. Elle sera dans le coin de ces dernières lors de Wrestlemania XXVII. Son équipe a perdu lors de Wrestlemania.
Le 12 septembre à Raw, elle perd contre Kelly Kelly, distraite par la dispute entre Dolph Ziggler et Jack Swagger à l'extérieur du ring. Lors du Royal Rumble (2012) elle se fait exclure des abords du ring pendant le match entre Ziggler et le champion de la WWE CM Punk, match que son protégé perd. Lors du Raw du 23 avril, Dolph Ziggler et Jack Swagger perdent par disqualification contre Brodus Clay et Hornswoggle car elle est venue gifler The Funkasaurus sur le ring durant le match. Lors du Raw du 25 juin, elle annonce qu'elle est le general manager de Raw et Smackdown pour la semaine. Lors du Raw Supershow du 25 juin, elle participe au Divas Summertime Beach Battle Royal Match et se fait éliminer en dernière par AJ Lee. Le 2 juillet à Raw, elle perd un match par équipe mixte avec Dolph Ziggler contre Sheamus et AJ.
Lors du Raw du 22 octobre 2012, elle devient Général Manager de Raw, après qu'AJ Lee décide de démissionner de son poste.
Son management de Dolph Ziggler prend fin lorsque ce dernier embrasse AJ Lee sous ses yeux lors de la cérémonie des Slammy Awards 2012.

#### Manager Général de Smackdown et départ (2013-2014)
Lors de leur visite du 1er juillet à Raw, Vince McMahon et Triple H ont annoncé qu'un vote aura lieu en raison des fautes commises par Vickie lors de son contrat de Général Manager. Le vote définira si elle sera virée ou non. Lors du Raw du 8 juillet, Vince McMahon, Stephanie McMahon et Paul Levesque annonce le licenciement de Vickie Guerrero en tant que Général Manager de Raw, et du nom de son remplaçant : Brad Maddox. Le 19 juillet à Smackdown, elle est nommée GM de SmackDown en remplacement de Booker T. Le 26 juillet a SmackDown elle laisse Alberto Del Rio choisir son adversaire pour Summerslam Alberto choisis Ricardo Rodriguez Comme Vickie n'est pas d'accord elle annonce un match triple menace entre Christian, RVD et Randy Orton pour déterminer le challenger numéro 1 au World Heavyweight Championship à SummerSlam. Elle annonce lors du RAW du 14 octobre à Alberto Del Rio qu'il va affronter John Cena lors de Hell in a Cell (2013). Lors du RAW du 18 novembre, elle perd face à AJ Lee.
Le 24 mars 2014 à Raw, Vickie Guerrero organise le match de Divas pour WrestleMania XXX qui s'appelle le Vickie Guerrero Divas Championship Invitational et qui impliquera les 14 divas du roster principal.
Le 23 juin à RAW, Vickie Guerrero se fait renvoyer de la fédération par Stephanie McMahon.
Elle annonce le 2 août sur Twitter qu'elle travaille désormais dans une société pharmaceutique.[réf. nécessaire]

#### Diverses apparitions (2016)
Lors du Raw du 4 juillet 2016, Vickie Guerrero fait une apparition en tant que heel pour tenter de prendre le poste de GM de SmackDown.
Apparition au Royal Rumble 2018 (2018)
Lors du Royal Rumble 2018, dans le premier Royal Rumble Match Féminin, elle apparaît en seizième position. Elle sera éliminée par Sasha Banks, Becky Lynch, Michelle McCool et Ruby Riott.

## Vie privée
Vickie et Eddie Guerrero se sont mariés le 24 avril 1990. Ensemble, ils ont eu deux filles, Shaul Marie Guerrero (née le 14 octobre 1990) et Sherilyn Amber Guerrero (née le 8 juillet 1995). Sa première fille, Shaul Marie, a commencé sa carrière dans le monde du catch en 2010, et a débuté à la FCW en décembre 2010, sous le nom de Raquel Diaz.
En juillet 2015, elle se remarie avec un dénommé Kris Benson.

## Palmarès
- World Wrestling Entertainment
  - 1 fois Miss WrestleMania
  - Slammy Award du couple de l'année en 2008 avec Edge

- Wrestling Observer Newsletter
  - "Best Non-Wrestler" en 2009 et 2010